# Szaúd-Arábia az 1992. évi nyári olimpiai játékokon
Szaúd-Arábia a spanyolországi Barcelonában megrendezett 1992. évi nyári olimpiai játékok egyik részt vevő nemzete volt. Az országot az olimpián 5 sportágban 9 sportoló képviselte, akik érmet nem szereztek.

## Asztalitenisz
Férfi
| Versenyző   | Versenyszám | Csoportkör                                                                                              | Csoportkör | Nyolcaddöntő      | Negyeddöntő       | Elődöntő          | Döntő             | Helyezés |
| Versenyző   | Versenyszám | Ellenfél Eredmény                                                                                       | Hely.      | Ellenfél Eredmény | Ellenfél Eredmény | Ellenfél Eredmény | Ellenfél Eredmény | Helyezés |
| ----------- | ----------- | --- | ---------- | ----------------- | ----------------- | ----------------- | ----------------- | -------- |
| Ráed Hamdán | Egyes       | K csoport · Vang Tao (Wang Tao) (CHN) · 0-2 · Macusita Kódzsi (JPN) · 0-2 · Oleyumi Bankole (NGR) · 1-2 | 4.         | kiesett           | kiesett           | kiesett           | kiesett           | 49.      |

## Atlétika
Férfi
| Versenyző                 | Versenyszám    | Előfutam | Előfutam | Előfutam | Elődöntő | Elődöntő | Elődöntő | Döntő   | Döntő    |
| Versenyző                 | Versenyszám    | Idő      | Hely.    | Össz.    | Idő      | Hely.    | Össz.    | Idő     | Helyezés |
| ------------------------- | -------------- | -------- | -------- | -------- | -------- | -------- | -------- | ------- | -------- |
| Mohammed Barák ed-Dószari | 3000 m akadály | 8:36,73  | 9.       | 24.      | 8:36,38  | 9.       | 18.      | kiesett | kiesett  |

| Versenyző       | Versenyszám   | Selejtező | Selejtező | Döntő    | Döntő    |
| Versenyző       | Versenyszám   | Eredmény  | Helyezés  | Eredmény | Helyezés |
| --------------- | ------------- | --------- | --------- | -------- | -------- |
| Háled el-Hálidi | Súlylökés     | 17,72 m   | 21.       | kiesett  | kiesett  |
| Háled el-Hálidi | Diszkoszvetés | 47,96 m   | 30.       | kiesett  | kiesett  |

## Kerékpározás

### Országúti kerékpározás
Férfi
| Versenyző                                                 | Versenyszám     | Idő             | Helyezés      |
| --------------------------------------------------------- | --------------- | --------------- | ------------- |
| Medhadi ed-Dószari                                        | Mezőnyverseny   | nem ért célba   | nem ért célba |
| Száleh el-Kobajszi                                        | Mezőnyverseny   | nem ért célba   | nem ért célba |
| Mohammed et-Takróni                                       | Mezőnyverseny   | nem ért célba   | nem ért célba |
| Medhadi ed-Dószari Száleh el-Kobajszi Mohammed et-Takróni | Csapat időfutam | 2:35:30(+33:51) | 26.           |

## Úszás
Férfi
| Versenyző          | Versenyszám    | Előfutam         | Előfutam         | Előfutam         | Döntő   | Döntő   | Döntő   | Helyezés |
| Versenyző          | Versenyszám    | Idő              | Hely.            | Össz.            | Típus   | Idő     | Hely.   | Helyezés |
| ------------------ | -------------- | ---------------- | ---------------- | ---------------- | ------- | ------- | ------- | -------- |
| Huszejn esz-Szádik | 100 m gyors    | 55,96            | 3.               | 65.              | kiesett | kiesett | kiesett | kiesett  |
| Huszejn esz-Szádik | 200 m gyors    | 2:01,31          | 2.               | 48.              | kiesett | kiesett | kiesett | kiesett  |
| Huszejn esz-Szádik | 400 m gyors    | 4:21,44          | 5.               | 45.              | kiesett | kiesett | kiesett | kiesett  |
| Huszejn esz-Szádik | 1500 m gyors   | 17:15,75         | 7.               | 30.              | kiesett | kiesett | kiesett | kiesett  |
| Zijád Kasmíri      | 100 m pillangó | 1:01,00          | 6.               | 61.              | kiesett | kiesett | kiesett | kiesett  |
| Zijád Kasmíri      | 200 m pillangó | 2:21,59          | 4.               | 45.              | kiesett | kiesett | kiesett | kiesett  |
| Zijád Kasmíri      | 200 m vegyes   | nem állt rajthoz | nem állt rajthoz | nem állt rajthoz | kiesett | kiesett | kiesett | kiesett  |

## Vívás
Férfi
| Versenyző      | Versenyszám  | Csoportkör | Csoportkör | Selejtező         | 32-es főtábla     | Egyenes ág a negyeddöntőért | Egyenes ág a negyeddöntőért | Vigaszág a negyeddöntőért | Vigaszág a negyeddöntőért | Vigaszág a negyeddöntőért | Vigaszág a negyeddöntőért | Negyeddöntő       | Elődöntő          | Döntő             | Helyezés |
| Versenyző      | Versenyszám  | Csoportkör | Csoportkör | Selejtező         | 32-es főtábla     | 1. kör                      | 2. kör                      | 1. kör                    | 2. kör                    | 3. kör                    | 4. kör                    | Negyeddöntő       | Elődöntő          | Döntő             | Helyezés |
| Versenyző      | Versenyszám  | Ellenfél Eredmény | Hely.      | Ellenfél Eredmény | Ellenfél Eredmény | Ellenfél Eredmény           | Ellenfél Eredmény           | Ellenfél Eredmény         | Ellenfél Eredmény         | Ellenfél Eredmény         | Ellenfél Eredmény         | Ellenfél Eredmény | Ellenfél Eredmény | Ellenfél Eredmény | Helyezés |
| -------------- | ------------ | --- | ---------- | ----------------- | ----------------- | --------------------------- | --------------------------- | ------------------------- | ------------------------- | ------------------------- | ------------------------- | ----------------- | ----------------- | ----------------- | -------- |
| Számi el-Báker | Kard, egyéni | 1. csoport · Jörg Kempenich (GER) · 0-5 · Jean-François Lamour (FRA) · 2-5 · Robert Kościelniakowski (POL) · 0-5 · Ian Williams (GBR) · 1-5 · Daniel Grigore (ROU) · 0-5 | 6.         | kiesett           | kiesett           | kiesett                     | kiesett                     | kiesett                   | kiesett                   | kiesett                   | kiesett                   | kiesett           | kiesett           | kiesett           | 43.      |